# Жінка, що читає
«Жінка, що читає» — картина Каміля Коро, створена 1869 року. Експонується у нью-йоркському Музеї мистецтва Метрополітен.

## Опис
На картині зображена жінка, яка читає. За нею, на відстані, можна побачити людину в човні.

## Історія
Коли 72-річний Коро виставив полотно в Салоні 1869 року, Теофіль Готьє, високо оцінивши щиру наївність та палітру картини, піддав критиці невправний рисунок самої героїні, відзначивши нечисленність фігур у творчості Коро. Але все ж, хоча Коро і здобув репутацію саме художника-пейзажиста, на його пізніх полотнах часто присутній образ усамітненої, замисленої жінки. Близько 10 років художник час від часу звертався до цього образу, але «Жінка, що читає» стала першою з небагатьох картин на цю тему, яку він виставив.
Після Салону Коро повернувся до полотна, переробивши ландшафт, але залишивши незмінною фігуру.
Картину 1928 року подарувала музею Метрополітен Луїза Сенфф Кемерон в пам'ять про свого дядька Чарльза Х. Сенффа.